# Lijst van burgemeesters van Baexem
Dit is een lijst van burgemeesters van de voormalige Nederlandse gemeente Baexem tot die gemeente op 1 januari 1991 samen met Grathem opging in de gemeente Heythuysen. Deze gemeente werd op 1 januari 2007 opgenomen in de nieuwe gemeente Leudal.
| Ambtsperiode | Naam burgemeester                    | Partij of stroming | Bijzonderheden                                                                                      |
| ------------ | ------------------------------------ | ------------------ | --------------------------------------------------------------------------------------------------- |
| 1674- 1681   | Lennart Raetsen                      |                    | |
| 1681- 1684   | Thijs op de Wijer                    |                    | |
| 1684- 1691   | Lennart Raetsen                      |                    | |
| 1757 - 1758  | Abraham Raetsen                      |                    | |
| 1758 - 1759  | Willem van der Velden                |                    | |
| 1801 - 1808  | Sijben                               |                    | |
| 1808 - 1818  | P.J. Nijssen                         |                    | |
| 1818 - 1825  | L. Loven                             |                    | |
| 1825 - 1831  | M.G. van Moorsel                     |                    | |
| 1831 - 1832  | J.M. Canoy                           |                    | |
| 1832 - 1857  | C.J.A.M. Stercken                    |                    | |
| 1857 - 1857  | J.M. Canoy                           |                    | |
| 1857 - 1870  | C.A.F. Boost                         |                    | |
| 1870 - 1876  | Jan Mathis Peters                    |                    | tevens burgemeester van Horn (1852-1876)                                                            |
| 1876 - 1905  | Gerardus Assuerus Canoy              |                    | |
| 1906 - 1932  | Joseph Adolphe van den Schoor        |                    | |
| 1932 - 1942  | P.M.J.S. Cremers                     |                    | |
| 1942 - 1943  | W.A. Hetterscheid                    | NSB                | tevens burgemeester van Grathem, in 1943 door verzet doodgeschoten                                  |
| 1943 - 1944  | F.H.Th. Wetjens                      | NSB                | tevens burgemeester van Grathem                                                                     |
| 1944 - 1946  | P.M.J.S. Cremers                     |                    | later burgemeester van Helden                                                                       |
| 1947 - 1967  | jhr. A.M.H.O. Michiels van Kessenich |                    | |
| 1967 - 1989  | Sef (J.J.H.) Hannen                  | KVP / CDA          | tevens burgemeester van Grathem (1969-1973) en (waarnemend) burgemeester van Heythuysen (1971-1989) |
| 1989 - 1991  | Toon (A.L.G.) Steeghs                | CDA                | waarnemend, tevens waarnemend burgemeester van Heythuysen                                           |